# Antonio José Cavanilles
« Cav. » redirige ici. Pour les autres significations, voir CAV.
Antonio José Cavanilles est un botaniste espagnol, né à Valence le 16 janvier 1745, mort à Madrid le 5 mai 1804.
Il est l'un des principaux auteurs de l'École universaliste espagnole du XVIIIe siècle.

## Biographie
Antonio José Cavanilles fait ses études à Valence, où il obtient les titres de maître en philosophie et de docteur en théologie. Il passe les premières années de sa vie active comme précepteur au sein d'importantes familles nobles. Il est ordonné prêtre en 1772.
Précepteur des enfants de l'ambassadeur de la Couronne d'Espagne à Paris il y réside douze ans, de 1777 à 1789, et c'est là qu'il écrit son premier ouvrage, n'ayant aucun rapport avec la botanique : Observations de M. l'abbé Cavanilles sur l'article « Espagne » de la Nouvelle Encyclopédie (1784).
Entre 1785 et 1790, il publie une série de dix monographies sur de nombreuses plantes appartenant à la classe des Monadelphiae dans le système linnéen. Ces publications contribuent à sa renommée en tant que botaniste. À son retour en Espagne, il est officiellement chargé d'étudier la flore espagnole, ce qui donnera naissance à son principal ouvrage, Icones et descriptiones plantarum quae aut sponte in Hispania crescunt aut in hortis hospitantur, publié en six volumes entre 1791 et 1801. Il décrit également nombre d'espèces tropicales et introduit le premier à Madrid, le dahlia, originaire du Mexique. Il fut directeur du Real Jardín Botánico à Madrid entre 1801 et 1804.